# إد سويني
إد سويني (بالإنجليزية: Ed Sweeney) هو لاعب كرة قاعدة أمريكي، ولد في 19 يوليو 1888 في شيكاغو في الولايات المتحدة، وتوفي بنفس المكان في 4 يوليو 1947.

## وصلات خارجية
- إد سويني على موقعبيزبول رفرنس.كوم (الدوري الرئيسي) (الإنجليزية)
- إد سويني على موقعبيزبول رفرنس.كوم (الدوري الثانوي) (الإنجليزية)
- إد سويني على موقع مشجعي الرسوم البيانية (الإنجليزية)